# MTV Movie Awards 2011

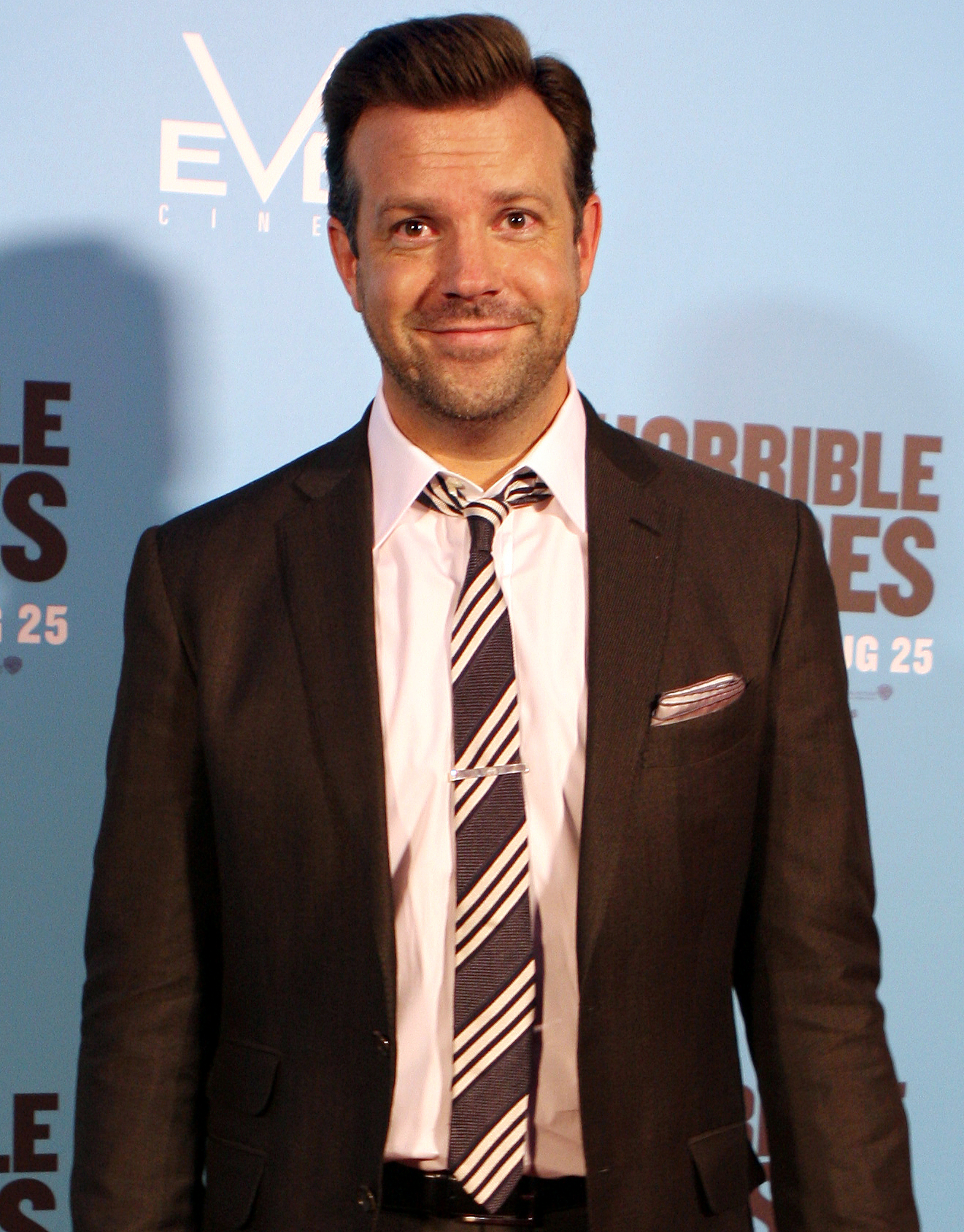
Jason Sudeikis moderátor ceremoniálu.

Vyhlášení amerických filmových cen MTV 2011 se uskutečnilo 5. června 2011 v Universal Amphitheatre v Los Angeles v Kalifornii. Moderátorem ceremoniálu byl Jason Sudeikis. Nominace byly oznámeny dne 3. května 2011.

## Moderátoři a vystupující

### Moderátor
- Jason Sudeikis

### Hudební vystoupení
- Lupe Fiasco feat. Trey Songz – „Out of My Head“/„The Show Goes On“
- Foo Fighters – „Walk“

### Hosté
- Justin Timberlake
- Mila Kunis
- J. J. Abrams
- Joel Courtney
- Elle Fanning
- Steven Spielberg
- Steve Carell
- Ryan Gosling
- Emma Stoneová
- Aziz Ansari
- Danny McBride
- Nick Swardson
- Shia LaBeouf
- Josh Duhamel
- Rosie Huntington-Whiteleyová
- Patrick Dempsey
- Blake Lively
- Ryan Reynolds
- Emma Watsonová
- Robert Pattinson
- Chelsea Handler
- Cameron Diaz
- Jason Segel
- Ashton Kutcher
- Nicki Minaj
- Selena Gomez
- Katie Cassidy
- Leighton Meesterová
- Jason Bateman
- Charlie Day
- Jason Sudeikis
- Kristen Stewart
- Taylor Lautner
- Gary Busey

## Nominace a ocenění
| Film roku | Film roku |
| --- | --- |
| - Twilight sága: Zatmění - Černá labuť - Počátek - The Social Network - Harry Potter a Relikvie smrti – část 1 | |
| Nejlepší mužský výkon | Nejlepší ženský výkon |
| - Robert Pattinson – Twilight sága: Zatmění - Jesse Eisenberg – The Social Network - Zac Efron – Smrt a život Charlieho St. Clouda - Daniel Radcliffe – Harry Potter a Relikvie smrti – část 1 - Taylor Lautner – Twilight sága: Zatmění | - Kristen Stewart – Twilight sága: Zatmění - Emma Stoneová – Panna nebo orel - Emma Watsonová – Harry Potter a Relikvie smrti – část 1 - Jennifer Aniston – Zkus mě rozesmát - Natalie Portman – Černá labuť                                                                                              |
| Největší drsňák | Objev roku |
| - Chloë Grace Moretz – Kick-Ass - Alex Pettyfer – Jsem číslo 4 - Jaden Smith – Karate Kid - Joseph Gordon-Levitt – Počátek - Robert Downey, Jr. – Iron Man 2 | - Chloë Grace Moretz – Kick-Ass - Andrew Garfield – The Social Network - Hailee Steinfeld – Opravdová kuráž - Olivia Wildeová – Tron: Legacy 3D - Rooney Mara – Noční můra v Elm Street - Xavier Samuel – Twilight sága: Zatmění                                                                          |
| Nejneuvěřitelnější scéna | Nejstrašidelnější výkon |
| - Vystoupení – Justin Bieber (Justin Bieber: Never Say Never) - Uříznutí své vlastní ruky – James Franco (127 hodin) - exploze v Paris Café – Leonardo DiCaprio a Ellen Page (Počátek) - Odtrhávání kůže – Natalie Portman (Černá labuť) - Koktejl výkalů – Steve-O (Jackass 3D)                                                                | - Ellen Page – Počátek - Katie Cassidy – Noční můra v Elm Street - Ashley Bell – Poslední vymítání ďábla - Minka Kelly – Spolubydlící - Ryan Reynolds – Pohřben zaživa |
| Nejlepší souboj | Nejlepší polibek |
| - Robert Pattinson vs. Bryce Dallas Howard a Xavier Samuel – Twilight sága: Zatmění - Rooney Mara a Kyle Gallner vs. Jackie Earl Haley – Noční můra v Elm Street - Daniel Radcliffe, Emma Watsonová, Rupert Grint vs. Rod Hunt a Arden Bajraktaraj – Harry Potter a Relikvie smrti – část 1 - Joseph Gordon-Levitt vs. útočník v hale – Počátek | - Robert Pattinson a Kristen Stewart – Twilight sága: Zatmění - Rooney Mara a Kyle Gallner – Noční můra v Elm Street - Emma Watsonová a Daniel Radcliffe – Harry Potter a Relikvie smrti – část 1 - Kristen Stewart a Taylor Lautner –Twilight sága: Zatmění - Natalie Portman a Mila Kunis – Černá labuť |
| Nejlepší komediální výkon | Nejlepší zloduch |
| - Emma Stoneová – Panna nebo orel - Russell Brand – Dostaň ho tam - Adam Sandler – Zkus mě rozesmát - Ashton Kutcher – Hlavně nezávazně - Zach Galifianakis – Na doraz | - Tom Felton – Harry Potter a Relikvie smrti – část 1 - Jackie Earl Haley – Noční můra v Elm Street - Leighton Meesterová – Spolubydlící - Mickey Rourke – Iron Man 2 - Ned Beatty – Toy Story 3: Příběh hraček                                                                                           |
| Nejlepší filmová věta | Nejlepší latino výkon |
| - Alexys Nycole Sanchez (Machři) - Amanda Bynes a Emma Stoneová (Panna nebo orel) - Jesse Eisenberg (The Social Network) - Justin Timberlake a Andrew Garfield (The Social Network) - Tom Hardy (Počátek) | - Alexa PenaVega – Dámičky v sekáči - Danny Trejo – Machete - Benjamin Bratt – La Mission - Jennifer Lopez – Záložní plán - Zoe Saldana – Parchanti - Rosario Dawson – Nezastavitelný |

### MTV Generation Award
- Reese Witherspoonová